# Analogies et correspondances
Pour les articles homonymes, voir analogie (homonymie).

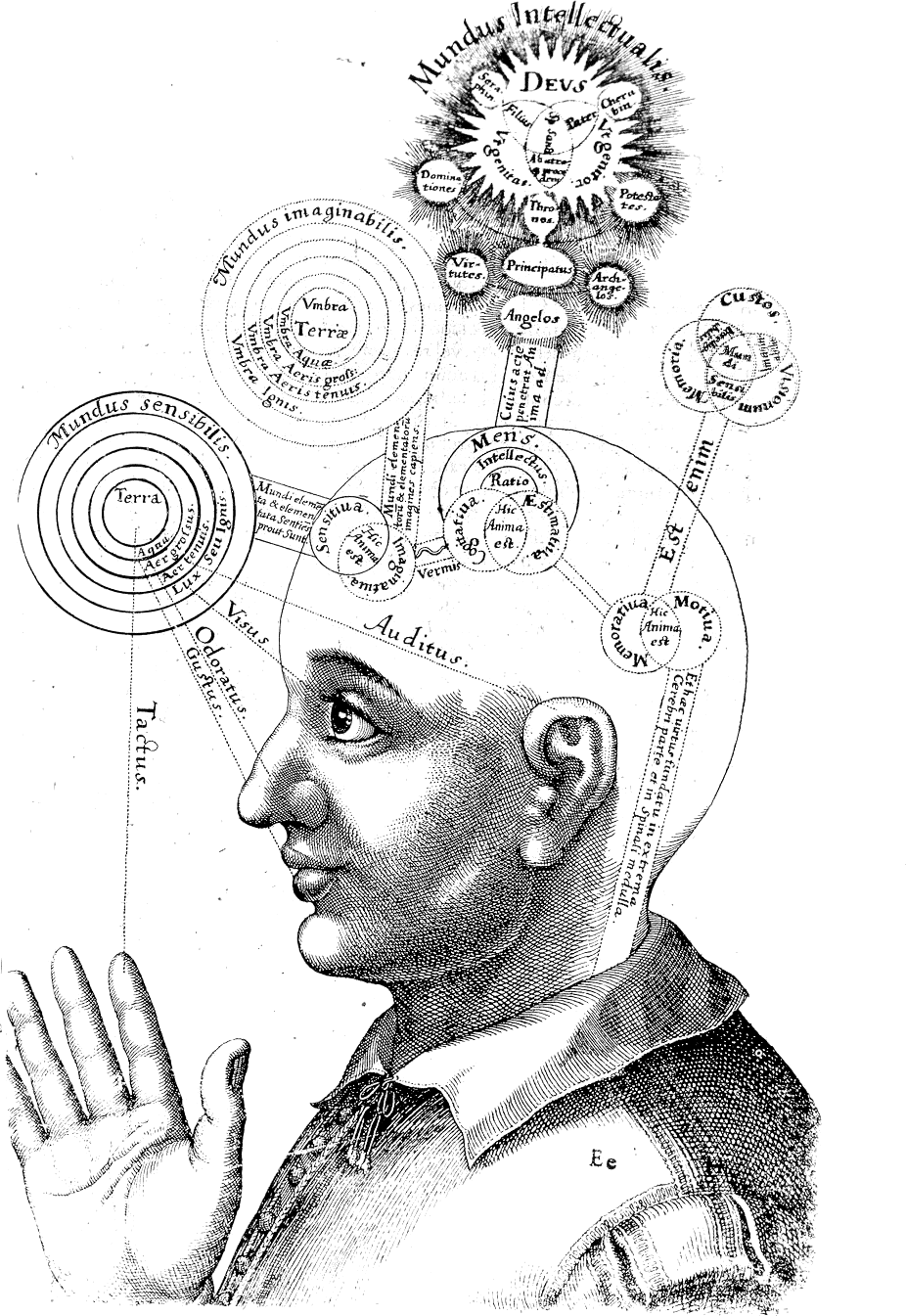
L’homme et le macrocosme : planche tirée du De utriusque cosmi maioris et minoris historia de Robert Fludd (1619).

La théorie des analogies et correspondances considère les parties du monde et la nature comme analogues et leurs éléments en correspondances. Ainsi, l'homme (microcosme) et le monde (macrocosme) seraient analogues, ressemblants, de même structure.
Elle est utilisée en occultisme et en ésotérisme, avec « l’idée d’un univers vivant, fait de correspondances secrètes, de sympathies occultes, où partout souffle l’esprit, où s’entrecroisent de toutes parts des signes  avec une signification cachée. »

## Définitions
Robert Amadou : « L’occultisme est l’ensemble des théories et des pratiques fondées sur la théorie des correspondances selon laquelle tout objet appartient à l’ensemble unique et possède avec tout autre élément de cet ensemble des rapports nécessaires, intentionnels, non temporels et non spatiaux. »
Pierre A. Riffard : "La doctrine des analogies et correspondances, présente dans tous les ésotérismes, soutient que le Tout est Un, que ses divers niveaux (règnes, mondes…) sont des ensembles équivalents dont les éléments se répondent terme à terme, de sorte qu'un élément d'un ensemble représente symboliquement et influence sympathiquement l'élément d'un autre ensemble, par exemple, le Soleil dans le règne minéral et le lion dans le règne animal".
Antoine Faivre : "Il existerait des correspondances symboliques et réelles entre toutes les parties de l'univers visible et invisible. 'Ce qui est en haut est comme ce qui est en bas ; ce qui est en bas est comme ce qui est en haut' [La Table d'émeraude d'Hermès Trismégiste] […] L'univers entier est un grand théâtre de miroirs, un ensemble de hiéroglyphes à décrypter, tout y est signe… L'on peut distinguer deux sortes de correspondances. D'abord celles qui existent dans la nature visible ou invisible, par exemple entre les sept métaux et les sept planètes [or/Soleil, argent/Lune, mercure/Mercure, etc.], entre les planètes et les parties du corps humain [tête/Bélier, cou/Taureau, etc.] ou le caractère (ou la société), ce qui fonde l'astrologie ; entre le monde naturel et les départements invisibles invisibles du monde céleste et surcéleste, etc. Ensuite, il y a les correspondances entre la nature (le cosmos) ou même l'Histoire et des textes révélés : ainsi dans la kabbale, juive ou chrétienne, et diverses variétés de physica sacra ; selon cette forme de concordisme inspiré, il s'agit de 'voir' que l'Écriture (la Bible, par exemple) et la Nature se trouvent nécessairement en harmonie, la connaissance de l'une aidant à la connaissance de l'autre".

## Histoire
La pensée par analogies et correspondances remonte aux Sumériens, vers 2800 av. J.-C. Ils mettaient en correspondances le gypse et le dieu Nin, la torche et le dieu Nusku.

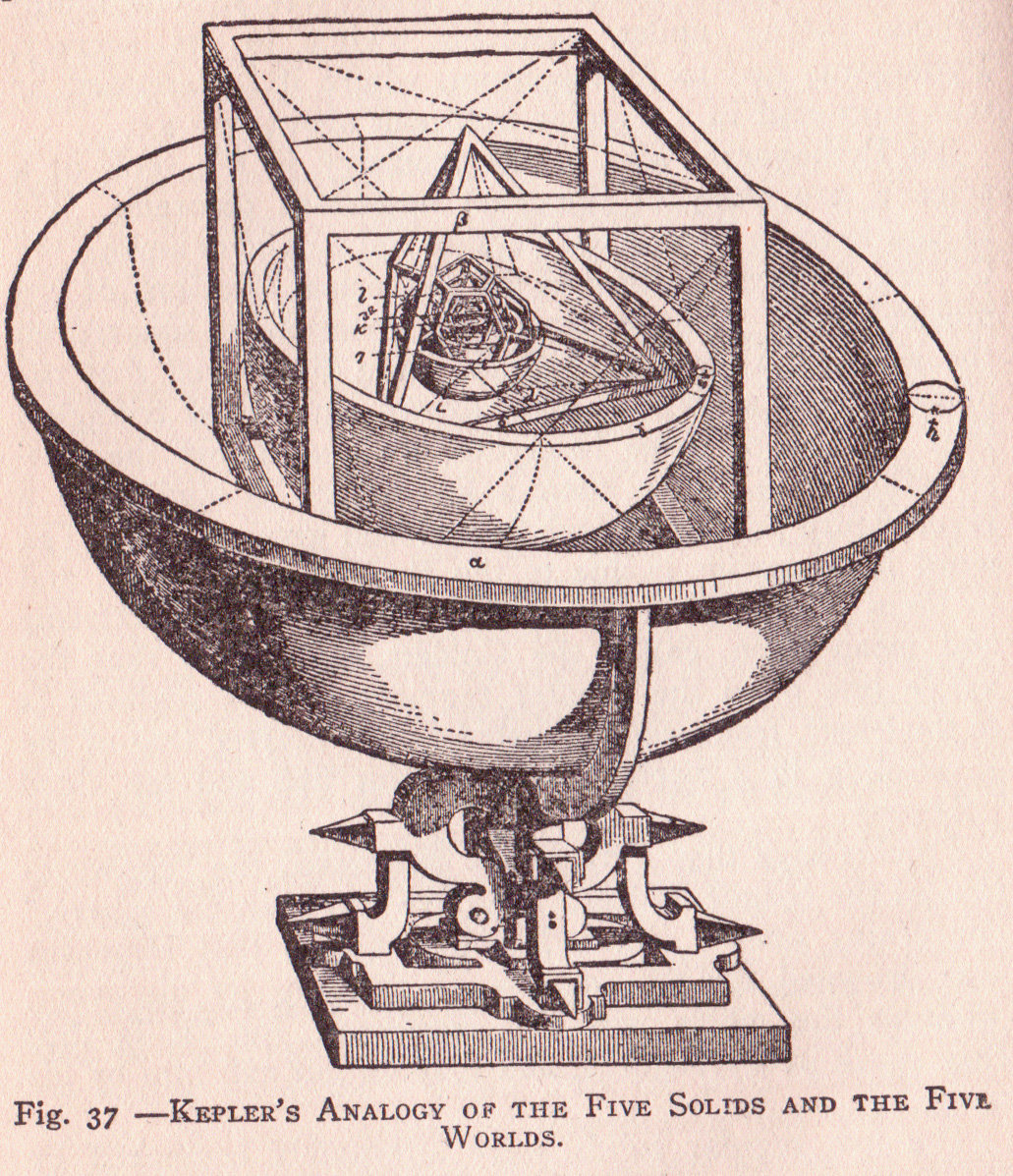
Pour Kepler (1596), des polyèdres réguliers emboîtés rendent compte de l'ordre des planètes.

Newton (1704) était convaincu qu'il devait y avoir une parfaite correspondance entre les diverses couleurs et les notes de la gamme. Voltaire, dans les Éléments de philosophie de Newton (1738), p. 182, résume les résultats : "La plus grande réfrangibilité du violet répond à ré ; la plus grande réfrangibilité du pourpre répond à mi." Violet/ré, pourpre/mi, bleu/fa, vert/sol, jaune/la, orange/si, rouge/do (ut). Voltaire ajoute : "Cette analogie secrète entre la lumière et le son donne lieu de soupçonner que toutes les choses de la nature ont des rapports cachés que peut-être on découvrira quelque jour."

## Les analogies et correspondances en Chine
Les Chinois, grands amateurs de classifications, ont été les plus théoriciens dans ce domaine. Ils listent les rubriques suivantes : animaux, céréales (blé, riz, maïs, orge, millet), couleurs, Éléments (Terre, Métal, Eau, Air, Feu), nombres, notes de musique, odeurs (rance, brûlé, parfumé, odeur de viande crue, pourri), organes des sens (yeux, oreilles, nez, bouche, peau), orients (Centre, Sud, Ouest, Nord, Est), saisons, saveurs (acide, amer, doux, âcre, salé), végétaux, viscères (foie, cœur, rate, poumons, reins).